# (2441) Hibbs
(2441) Hibbs es un asteroide perteneciente al cinturón de asteroides, descubierto el 25 de junio de 1979 por Eleanor F. Helin y el también astrónomo Schelte John Bus desde el Observatorio de Siding Spring, Nueva Gales del Sur, Australia.

## Designación y nombre
Designado provisionalmente como 1979 MN2. Fue nombrado Hibbs en homenaje a “Al y Marka Hibbs” amigos de la primera descubridora.